# Thomas Kyd
Thomas Kyd (Londres, 1558 - 1594) va ser un dels més destacats dramaturgs que van desenvolupar el teatre elisabetià.
És considerat un dels iniciadors i dels principals desenvolupadors de teatre elisabetià a Londres. Com Shakespeare i Christopher Marlowe, sembla que escrivia obres teatrals llargues a l'estil de les tragèdies antigues.
Sembla que va ser molt conegut a la seva època però que la major part de la seva obra s'ha perdut o resta inidentificada. Entre la seva obra teatral destaca The Spanish Tragedy, atribuïda a ell, i, per a alguns autors, possiblement una versió de Hamlet anterior a la de Shakespeare, que és coneguda pel nom d'Ur-Hamlet. També va escriure poesia i novel·la, a més de fer traduccions.